# National Soccer League 1996-97
La National Soccer League 1996-97 fue la vigésima primera edición de la National Soccer League, la liga de fútbol profesional en Australia. El torneo estuvo organizado por la Federación de Fútbol de Australia (FFA). Esta competencia se disputó hasta 2004, para darle paso a la A-League (llamada Hyundai A-League), que comenzó en la temporada 2005-06. Participaron 14 clubes.
Durante la temporada regular, los clubes disputaron 26 partidos, siendo el Sídney United el que más puntos acumuló, con un total de 56, seguido por el Brisbane Strikers con 47.  Los seis primeros equipos con mejores puntajes clasificaron a una ronda eliminatoria, para definir a los finalistas.  De los seis clasificados a instancias finales, el Sídney United y Brisbane Strikers llegaron a la final que se disputó el 25 de mayo de 1997, en el Suncorp Stadium ante 40 446 espectadores.
La final la ganó el Brisbane Strikers, por dos goles a cero. Los goles del partido fueron hechos por Farina al minuto 47 y Brown al 69. De esta manera el Brisbane obtuvo el campeonato australiano.
En cuanto a los premios de la competición, el futbolista con más goles fue el australiano David Zdrilic del Sídney United con 21 goles, Branko Culina del Sídney United el mejor técnico y Kresimir Marusic del Sídney United el mejor jugador del año.

## Equipos
| Equipos              | Ciudad     | Estadio                    |
| -------------------- | ---------- | -------------------------- |
| Adelaide City        | Adelaide   | Hindmarsh Stadium          |
| Brisbane Strikers    | Brisbane   | Lang Park                  |
| Canberra Cosmos      | Canberra   | Bruce Stadium              |
| Collingwood Warriors | Melbourne  | Victoria Park Olympic Park |
| Gippsland Falcons    | Morwell    | Falcons Park               |
| Marconi-Stallions    | Sídney     | Marconi Stadium            |
| Melbourne Knights    | Melbourne  | Knights Stadium            |
| Newcastle Breakers   | Newcastle  | Breakers Stadium           |
| Perth Glory          | Perth      | Perth Oval                 |
| South Melbourne      | Melbourne  | Lakeside Stadium           |
| Sídney United        | Sídney     | Edensor Park               |
| UTS Olympic          | Sídney     | Belmore Oval               |
| West Adelaide        | Adelaide   | Hindmarsh Stadium          |
| Wollongong City      | Wollongong | Brandon Park               |

## Clasificación
| 1                     | Sídney United        | 26 | 17 | 5  | 4  | 67 | 33 | +34 | 56 |
| 2                     | Brisbane Strikers    | 26 | 15 | 2  | 9  | 55 | 40 | +15 | 47 |
| 3                     | South Melbourne      | 26 | 14 | 4  | 8  | 39 | 25 | +14 | 46 |
| 4                     | Adelaide City        | 26 | 11 | 10 | 5  | 32 | 22 | +10 | 43 |
| 5                     | Marconi Stallions    | 26 | 12 | 4  | 10 | 41 | 37 | +4  | 40 |
| 6                     | Melbourne Knights    | 26 | 11 | 6  | 9  | 36 | 32 | +4  | 39 |
| 7                     | Perth Glory          | 26 | 11 | 5  | 10 | 48 | 41 | +7  | 38 |
| 8                     | West Adelaide        | 26 | 10 | 3  | 13 | 39 | 51 | -12 | 33 |
| 9                     | Sídney Olympic       | 26 | 8  | 8  | 10 | 41 | 46 | -5  | 32 |
| 10                    | Wollongong Wolves    | 26 | 8  | 8  | 10 | 42 | 48 | -6  | 32 |
| 11                    | Newcastle Breakers   | 26 | 7  | 9  | 10 | 40 | 46 | -6  | 30 |
| 12                    | Gippsland Falcons    | 26 | 8  | 6  | 12 | 33 | 41 | -8  | 30 |
| 13                    | Collingwood Warriors | 26 | 6  | 9  | 11 | 32 | 44 | -12 | 27 |
| 14                    | Canberra Cosmos      | 26 | 2  | 5  | 19 | 30 | 69 | -39 | 11 |
| Estadísticas finales. |                      |    |    |    |    |    |    |     |    |

|  |                                      |
|  | Clasificados a las rondas finales.   |
|  | Equipo disuelto a final de temporada |

## Rondas eliminatorias

### Primera ronda
- Sídney United 0-1 Brisbane Strikers[6]
- South Melbourne 4-1 (3-0) Melbourne Knights[7]
- Adelaide City 0-3 (4-0) Marconi Fairfield[7]

### Semifinal
- Sídney United 2-1 (2-2) Brisbane Strikers[8]
- South Melbourne 1-0 Adelaide City[9]

### Final preliminar
- Sídney United 1-0 South Melbourne[10]

### Final
- Sídney United 0-2 Brisbane Strikers[5]

## Premios
- Jugador del año: Kresimir Marusic (Sídney United)[1]
- Jugador del año categoría sub-21: Kasey Wehrman (Brisbane Strikers)[1]
- Goleador: David Zdrilic (Sídney United - 21 goles)[1]
- Director técnico del año: Branko Culina (Sídney United)[1]